# Russell Downing
Russell Downing (Rotherham, 23 agosto 1978) è un ex ciclista su strada e pistard britannico. Attivo a livello Elite dal 1998 al 2019, ha vinto il titolo nazionale in linea nel 2005 e il Tour de Wallonie nel 2010.
È fratello del ciclista Dean Downing.

## Carriera
Tra i dilettanti su strada vinse due tappe al Giro del Marocco nel 1998, una tappa al Brandenburg-Rundfahrt nel 2002 e una tappa al Circuit de Lorraine nel 2004. Attivo anche su pista, tra il 1999 e il 2004 vinse cinque titoli nazionali di specialità e la gara di inseguimento a squadre di Sydney valida per la Coppa del mondo 2004.
Da professionista vinse i campionati britannici su strada, tre tappe al Tour de Bretagne ed il Lincoln International Grand Prix nel 2005, una tappa al Tour de Beauce in Canada e la Druivenkoers nel 2006, tre tappe al Cinturón a Mallorca e una al Tour of Ireland nel 2008, una tappa al Cinturón a Mallorca, una tappa e la generale del Tour of Ireland nel 2009, una tappa al Critérium International, una tappa e la generale del Tour de Wallonie nel 2010. Negli stessi anni prende parte a tre campionati del mondo su strada, nel 2006, 2008 e 2009.
Nel 2011 partecipa al suo primo Giro d'Italia con la maglia del Team Sky, portandolo a termine. Nel 2015 è sotto contratto con il team danese Cult Energy Pro Cycling, l'anno dopo passa alla JLT-Condor e nel 2018 si accasa alla Holdsworth Pro Racing, sotto la direzione tecnica del fratello Dean. Conclude la carriera nel 2019.

## Palmarès

### Pista
- 1999

Campionati britannici, Inseguimento a squadre (con Matt Illingworth, Chris Newton e Julian Winn)
- 2002

Campionati britannici, Corsa a punti
Campionati britannici, Scratch
- 2003

Campionati britannici, Americana (con Dean Downing)
Campionati britannici, Corsa a punti
- 2004

4ª prova Coppa del mondo, Inseguimento a squadre (Sydney, con Robert Hayles, Paul Manning e Bryan Steel)

### Strada
- 1998

7ª tappa Giro del Marocco
9ª tappa Giro del Marocco
- 1999

Havant International Grand Prix
- 2000

Grand Prix of Essex
- 2002

4ª tappa, 2ª semitappa Brandenburg-Rundfahrt (Luckenwalde > Cottbus)
- 2004

4ª tappa Circuit de Lorraine (Jarny > Vic-sur-Seille)
2ª tappa Ras Mumhan (Killorglin > Killorglin)
4ª tappa Ras Mumhan (Killarney > Killarney)
5ª tappa Ras Mumhan (Killorglin > Killorglin)
Classifica generale Ras Mumhan
Havant International Grand Prix
- 2005

5ª tappa Giro del Capo (Città del Capo > Città del Capo)
3ª tappa Girvan Cycle Race
1ª tappa Tour de Bretagne (Rennes > La Chapelle-des-Marais)
3ª tappa Tour de Bretagne (Auray > Douarnenez)
6ª tappa Tour de Bretagne (Quimperlé > Josselin)
Lincoln International Grand Prix
Campionati britannici, Prova in linea
Havant International Grand Prix
Cape Argus Pick 'n Pay Tour
- 2006

Classifica generale Triptyque Ardennais
5ª tappa Tour de Beauce (Circuito di Québec)
Druivenkoers
- 2008

1ª tappa Girvan Cycle Race
2ª tappa Girvan Cycle Race
Classifica generale Girvan Cycle Race
2ª tappa Cinturón a Mallorca (Pollença > Pollença)
3ª tappa Cinturón a Mallorca (Inca > Inca)
4ª tappa Cinturón a Mallorca (Maria de la Salut > Maria de la Salut)
2ª tappa Chas Messenger Stage Race
3ª tappa Chas Messenger Stage Race
Classifica generale Chas Messenger Stage Race
Lincoln International Grand Prix
Grand Prix of Wales
4ª tappa Tour of Ireland (Limerick > Dingle)
- 2009

3ª tappa Cinturón a Mallorca (Maria de la Salut > Maria de la Salut)
3ª tappa Girvan Cycle Race (Girvan > Minigaff)
4ª tappa Girvan Cycle Race (Girvan > Girvan)
Chas Messenger Stage Race
Lincoln International Grand Prix
1ª tappa Tour of Ireland (Enniskerry > Waterford)
Classifica generale Tour of Ireland
- 2010

2ª tappa Critérium International (Porto-Vecchio > Porto-Vecchio)
5ª tappa Tour de Wallonie (Chaudfontaine > Lontzen/Welkenraedt)
Classifica generale Tour de Wallonie
- 2012

Grand Prix de Lillers
5ª tappa Tour of Norway

#### Altri successi
- 1999

Criterium di Waterlooville
- 2004

Criterium di Colne
- 2005

Criterium di Saint-Jean-de-Monts
Criterium di Saint-Révérend
Criterium di Crawley
Criterium di Welland Valley
Criterium di Clitheroe
- 2006

1ª tappa Bermuda Grand Prix (Hamilton > Hamilton)
Classifica generale Bermuda Grand Prix
- 2007

Boulevard Road Race (San Diego)
Richmond Grand Prix
Beaumont Trophy
4ª tappa Bermuda Grand Prix (Hamilton > Hamilton)
Classifica generale Bermuda Grand Prix
- 2008

Tour of the Reservoir
Criterium di Abergavenny
Tour of Blackpool
East Yorkshire Classic Roadrace
Premier Calendar Road Series
Richmond Grand Prix
- 2009

Mersey (cronometro)
Smithfield Circuit
Ryedale Grand Prix
Criterium di Colne
Tour of Pendle
Premier Calendar Road Series

## Piazzamenti

### Grandi Giri
- Giro d'Italia

2011: 140º

### Classiche monumento
- Giro delle Fiandre

2013: 62º
- Parigi-Roubaix

2013: 115º

### Competizioni mondiali
- Campionati del mondo

Valkenburg 1998 - In linea Under-23: 124º
Plouay 2000 - In linea Under-23: 44º
Salisburgo 2006 - In linea Elite: ritirato
Varese 2008 - In linea Elite: 49º
Mendrisio 2009 - In linea Elite: ritirato